# Jardin botanique de l'Université de Leicester
Le jardin botanique de l'Université de Leicester (University of Leicester Harold Martin Botanic Garden) est un jardin botanique situé à Oadby, dans le Leicestershire en Angleterre.
Fondé en 1921, le jardin fut établi sur son site actuel de 65 000 m2 en 1947. Le jardin est utilisé à des fins de recherches par le département de biologie de l'université et accueille des événements tels que des expositions d'arts ou de sculptures, des concerts ou des ventes de plantes. Le jardin est ouvert au public et entoure plusieurs maisons de l'époque édouardienne qui font maintenant partie de la cité universitaire de l'Université de Leicester. Ces maisons étaient utilisées pour produire certaines spécialités de Leicester notamment dans le domaine de la bonneterie et de la cordonnerie.